# جايسون غراي
جايسون غراي (بالإنجليزية: Jason Gray)‏ هو مغن مؤلف ومؤلف وكاتب أغاني ومغني أمريكي، ولد في 18 يناير 1972 في منيابولس في الولايات المتحدة.

## وصلات خارجية
- الموقع الرسمي
- جايسون غراي على موقع ميوزك برينز (الإنجليزية)
- جايسون غراي على موقع ديسكوغز (الإنجليزية)